# Färöische Fußballmeisterschaft 2002
Die Färöische Fußballmeisterschaft 2002 wurde in der 1. Deild genannten ersten färöischen Liga ausgetragen und war insgesamt die 60. Saison. Sie startete am 5. Mai 2002 und endete am 5. Oktober 2002.
Aufsteiger TB Tvøroyri kehrte nach drei Jahren in die höchste Spielklasse zurück, Skála ÍF war der 22. Teilnehmer dieser nach Einführung des Ligaspielbetriebs 1947. Meister wurde HB Tórshavn, die den Titel somit zum 16. Mal erringen konnten. Titelverteidiger B36 Tórshavn landete auf dem fünften Platz. Absteigen musste hingegen TB Tvøroyri nach einem Jahr Erstklassigkeit.
Im Vergleich zur Vorsaison verschlechterte sich die Torquote auf 3,66 pro Spiel, was den niedrigsten Schnitt seit 1999 bedeutete. Den höchsten Sieg erzielte Skála ÍF mit einem 8:0 im Heimspiel gegen TB Tvøroyri am 17. Spieltag. Das torreichste Spiel absolvierten HB Tórshavn und TB Tvøroyri am neunten Spieltag mit einem 9:3.

## Modus
In der 1. Deild spielte jede Mannschaft an 18 Spieltagen jeweils zwei Mal gegen jede andere. Die punktbeste Mannschaft zu Saisonende stand als Meister dieser Liga fest, die letzte Mannschaft stieg in die 2. Deild ab, bei Punktgleichheit entschied der direkte Vergleich. Der Neuntplatzierte musste zudem noch zwei Relegationsspiele gegen den Zweitplatzierten der 2. Deild um den Verbleib in der 1. Deild austragen. Da es daraufhin einen Gleichstand nach der Addition der Ergebnisse gab, wurde ein abschließendes Entscheidungsspiel ausgetragen.

## Saisonverlauf

### Meisterschaftsentscheidung
HB Tórshavn erwischte einen guten Start in die Saison und feierte vier Siege in Folge. Erst am achten Spieltag verlor das Team auswärts bei EB/Streymur mit 1:2 das erste Mal. Dennoch konnte die Tabellenführung bis zum elften Spieltag gehalten werden. Nachdem an diesem und am nächsten Spieltag jedoch weitere Niederlagen folgten, übernahm NSÍ Runavík die Spitzenposition. Diese kämpften sich vom letzten Platz empor. Nach einer 0:4-Auftaktniederlage gegen HB folgte bis einschließlich des 14. Spieltags nur eine weitere Niederlage. Am Spieltag darauf kam es wieder zum direkten Aufeinandertreffen mit HB Tórshavn, dieses Spiel wurde zu Hause mit 0:2 ebenfalls verloren, woraufhin die Tabellenführung letztmals wechselte. Die Entscheidung um die Meisterschaft fiel zwei Spieltage vor Schluss. Während HB sein Heimspiel gegen EB/Streymur mit 2:0 gewann, verloren die punktgleichen Verfolger KÍ Klaksvík (auswärts mit 1:2 gegen VB Vágur) sowie NSÍ Runavík (zu Hause mit 1:2 gegen B68 Toftir) ihre jeweiligen Spiele und konnten HB somit nicht mehr einholen.

### Abstiegskampf
Aufsteiger Skála ÍF blieb die ersten 14 Spiele sieglos und belegte ab dem dritten Spieltag durchgängig den letzten Platz. Erst am 15. Spieltag konnte mit einem 3:1 gegen EB/Streymur der erste Erfolg gefeiert werden. Dies reichte, um den letzten Platz wieder zu verlassen. Zwei Runden vor Schluss gewann Skála mit 8:0 gegen den ebenfalls aufgestiegenen TB Tvøroyri und besiegelte somit deren Abstieg. TB konnte das erste Saisonspiel gegen VB Vágur noch mit 1:0 gewinnen, dies sollte jedoch der einzige Saisonsieg bleiben. In der Folge dessen folgte der Absturz auf den vorletzten Platz, am 15. Spieltag zog dann auch Skála vorbei.
Nachdem der Abstieg entschieden war, blieb noch die Frage nach dem Relegationsteilnehmer offen. Dies wurde erst am letzten Spieltag ermittelt. Skála ÍF konnte hierbei auswärts mit 3:2 bei B36 Tórshavn gewinnen. Da EB/Streymur, die seit dem dritten Spieltag durchgängig den achten Platz belegten, zeitgleich zu Hause mit 1:2 gegen GÍ Gøta verlor, konnte Skála auch noch an dieser Mannschaft vorbeiziehen und somit den Klassenerhalt sichern. Nach dem Ausgleich in der 69. Minute für EB/Streymur erzielte GÍ in der 83. Minute den Siegtreffer. Aufgrund des direkten Vergleichs hätte jedoch auch ein Unentschieden nicht gereicht, um die Position zu halten.

## Abschlusstabelle
| Pl. | Verein              | Sp. | S  | U | N  | Tore    | Diff. | Punkte |
| --- | ------------------- | --- | -- | - | -- | ------- | ----- | ------ |
| 1.  | HB Tórshavn         | 18  | 13 | 2 | 3  | 052:190 | +33   | 41     |
| 2.  | NSÍ Runavík         | 18  | 11 | 3 | 4  | 038:210 | +17   | 36     |
| 3.  | KÍ Klaksvík         | 18  | 10 | 3 | 5  | 045:250 | +20   | 33     |
| 4.  | GÍ Gøta             | 18  | 10 | 2 | 6  | 033:300 | +3    | 32     |
| 5.  | B36 Tórshavn (M, P) | 18  | 9  | 5 | 4  | 055:270 | +28   | 32     |
| 6.  | B68 Toftir          | 18  | 7  | 5 | 6  | 028:280 | ±0    | 26     |
| 7.  | VB Vágur            | 18  | 6  | 4 | 8  | 018:240 | −6    | 22     |
| 8.  | Skála ÍF (N)        | 18  | 3  | 4 | 11 | 023:410 | −18   | 13     |
| 9.  | EB/Streymur         | 18  | 3  | 3 | 12 | 019:420 | −23   | 12     |
| 10. | TB Tvøroyri (N)     | 18  | 1  | 3 | 14 | 018:720 | −54   | 06     |

Platzierungskriterien: 1. Punkte – 2. Direkter Vergleich (Punkte, Tordifferenz, geschossene Tore) – 3. Tordifferenz – 4. geschossene Tore

| (M) | Meister des Vorjahrs           |
| (P) | Pokalsieger des Vorjahrs       |
| (N) | Neuaufsteiger aus der 2. Deild |

## Spiele und Ergebnisse
|              | B36 | B68 | EB/S | GÍ  | HB  | KÍ  | NSÍ | Skála | TB  | VB  |
| ------------ | --- | --- | ---- | --- | --- | --- | --- | ----- | --- | --- |
| B36 Tórshavn |     | 4:0 | 7:2  | 2:3 | 1:2 | 3:3 | 1:3 | 6:0   | 2:1 | 6:0 |
| B68 Toftir   | 1:4 |     | 2:1  | 1:1 | 1:1 | 2:0 | 1:1 | 2:3   | 0:0 | 4:0 |
| EB/Streymur  | 1:1 | 3:3 |      | 1:2 | 2:1 | 0:4 | 1:2 | 1:0   | 4:0 | 0:1 |
| GÍ Gøta      | 2:2 | 2:0 | 3:0  |     | 3:4 | 1:3 | 0:2 | 2:1   | 2:0 | 2:1 |
| HB Tórshavn  | 1:2 | 3:1 | 2:0  | 3:0 |     | 4:1 | 4:0 | 5:0   | 9:3 | 3:0 |
| KÍ Klaksvík  | 2:3 | 1:0 | 3:1  | 5:1 | 3:2 |     | 2:3 | 4:0   | 7:0 | 0:0 |
| NSÍ Runavík  | 1:1 | 1:2 | 4:0  | 3:2 | 0:2 | 0:1 |     | 3:1   | 5:1 | 1:0 |
| Skála ÍF     | 1:1 | 1:2 | 3:1  | 1:2 | 0:3 | 2:2 | 0:4 |       | 8:0 | 0:1 |
| TB Tvøroyri  | 2:8 | 1:4 | 1:1  | 0:3 | 2:3 | 1:3 | 2:5 | 2:2   |     | 1:0 |
| VB Vágur     | 2:1 | 1:2 | 3:0  | 1:2 | 0:0 | 2:1 | 0:0 | 0:0   | 6:1 |     |

## Relegation
Die beiden Relegationsspiele zwischen dem Neunten der 1. Deild und dem Zweiten der 2. Deild wurden am 13. und 15. Oktober 2002 ausgetragen. Da beide Mannschaften mit demselben Ergebnis gewinnen konnten, wurde für den 17. Oktober 2002 ein Entscheidungsspiel in Sandur angesetzt.
| Datum            |             | Ergebnis  |             | Tore                           |
| ---------------- | ----------- | --------- | ----------- | ------------------------------ |
| 13. Oktober 2002 | EB/Streymur | 1:0 (0:0) | B71 Sandur  | 1:0 Hans Pauli Samuelsen (66.) |
| 15. Oktober 2002 | B71 Sandur  | 1:0 (0:0) | EB/Streymur | 1:0 Símun Hansen (59.)         |
| Gesamt:          | EB/Streymur | 1:1       | B71 Sandur  |                                |

| Datum                                       |            | Ergebnis  |             | Tore                                                                                                |
| ------------------------------------------- | ---------- | --------- | ----------- | --------------------------------------------------------------------------------------------------- |
| 17. Oktober 2002                            | B71 Sandur | 1:3 (0:3) | EB/Streymur | 0:1 Sorin Anghel (3.), 0:2 Sorin Anghel (27.), 0:3 Vinjard Dam (39.), 1:3 Slawomir Radziemski (90.) |
| Damit verblieb EB/Streymur in der 1. Deild. |            |           |             | |

## Torschützenliste
Bei gleicher Anzahl von Treffern sind die Spieler nach dem Nachnamen alphabetisch geordnet.

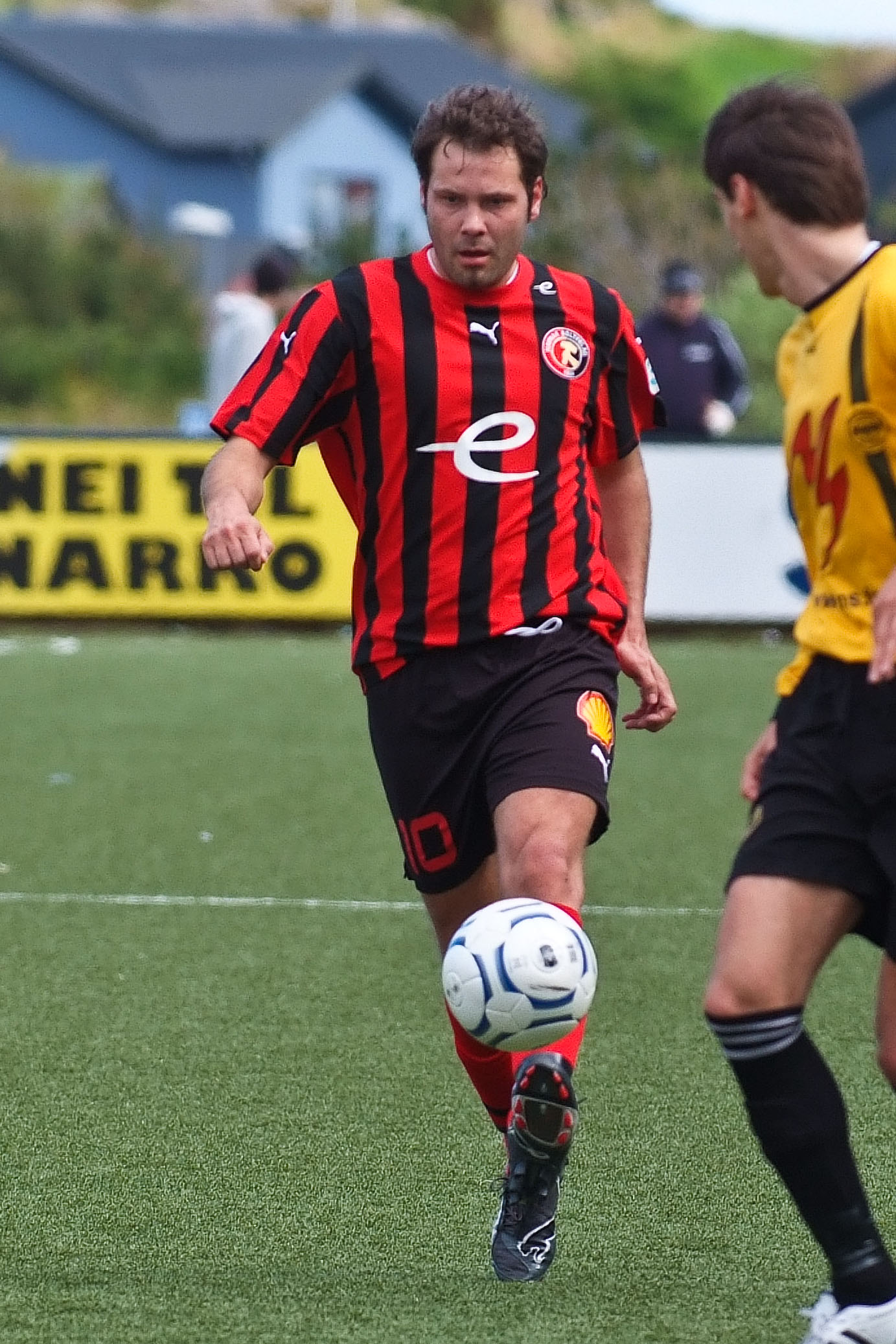
Torschützenkönig Andrew av Fløtum

| Platz | Spieler               | Mannschaft   | Tore |
| ----- | --------------------- | ------------ | ---- |
| 1     | Andrew av Fløtum      | HB Tórshavn  | 18   |
| 2     | John Petersen         | B36 Tórshavn | 15   |
| 3     | Jón Rói Jacobsen      | HB Tórshavn  | 12   |
| 4     | Hjalgrím Elttør       | KÍ Klaksvík  | 11   |
| 4     | Øssur Hansen          | B68 Toftir   | 11   |
| 6     | Sámal Joensen         | GÍ Gøta      | 09   |
| 7     | Heðin á Lakjuni       | KÍ Klaksvík  | 08   |
| 7     | Kurt Mørkøre          | KÍ Klaksvík  | 08   |
| 9     | Súni Fríði Johannesen | GÍ Gøta      | 07   |
| 9     | Hans á Lag            | HB Tórshavn  | 07   |
| 9     | Bárður Mortansson     | B36 Tórshavn | 07   |

## Trainer
| Mannschaft   | Trainer              | Spieltage |
| ------------ | -------------------- | --------- |
| B36 Tórshavn | Piotr Krakowski      | 01–18     |
| B68 Toftir   | Frank Skytte         | 01–15     |
| B68 Toftir   | Ingolf Petersen      | 16–18     |
| EB/Streymur  | Trygvi Mortensen     | 01–18     |
| GÍ Gøta      | Jóhan Nielsen        | 01–18     |
| HB Tórshavn  | Ion Geolgău          | 01–12     |
| HB Tórshavn  | Jóannes Jakobsen     | 13–18     |
| HB Tórshavn  | Kári Nielsen         | 13–18     |
| KÍ Klaksvík  | Kurt Mørkøre         | 01–18     |
| NSÍ Runavík  | Jógvan Martin Olsen  | 01–18     |
| Skála ÍF     | Mathias Davidsen     | 01–14     |
| Skála ÍF     | Hans Jákup Andreasen | 15–18     |
| TB Tvøroyri  | Zoran Mancic         | 01–04     |
| TB Tvøroyri  | Lynge Nielsen        | 05–16     |
| TB Tvøroyri  | Jón Johannesen       | 17–18     |
| VB Vágur     | Dragan Kovacevic     | 01–07     |
| VB Vágur     | Marek Wierzbicki     | 08–18     |

Die Hälfte der Mannschaften wechselten Trainer aus, TB Tvøroyri insgesamt zweimal. Bei Skála ÍF zahlte sich der Wechsel am meisten aus, sie verbesserten sich vom zehnten auf den achten Platz. HB Tórshavn konnte sich um eine Position auf den ersten Platz verbessern, TB Tvøroyri hingegen verschlechterte sich um eine Position auf den letzten Platz. Bei den beiden verbliebenen Mannschaften hatte der Trainerwechsel keine Auswirkungen auf die Tabellenplatzierung.

## Spielstätten
| Mannschaft   | Stadion          | Spielort   |
| ------------ | ---------------- | ---------- |
| B36 Tórshavn | Gundadalur       | Tórshavn   |
| B68 Toftir   | Svangaskarð      | Toftir     |
| EB/Streymur  | Á Mølini         | Eiði       |
| GÍ Gøta      | Sarpugerði       | Norðragøta |
| HB Tórshavn  | Gundadalur       | Tórshavn   |
| KÍ Klaksvík  | Við Djúpumýrar   | Klaksvík   |
| NSÍ Runavík  | Við Løkin        | Runavík    |
| Skála ÍF     | Undir Mýruhjalla | Skáli      |
| TB Tvøroyri  | Sevmýri          | Tvøroyri   |
| VB Vágur     | Á Eiðinum        | Vágur      |

## Schiedsrichter
Folgende Schiedsrichter leiteten die 90 Erstligaspiele:
| Name                 | Stammverein    | Spiele |
| -------------------- | -------------- | ------ |
| Oddmar Andreasen     | HB Tórshavn    | 12 1   |
| Niklas á Líðarenda   | GÍ Gøta        | 12 1   |
| Sune Johansen        | SÍF Sandavágur | 11     |
| Birgir Sondum        | B36 Tórshavn   | 11     |
| Lassin Isaksen       | KÍ Klaksvík    | 10 1   |
| Petur Skarðenni      | LÍF Leirvík    | 09     |
| Jens Petur Brattalíð | VB Vágur       | 07     |
| Dagfinn Olsen        | NSÍ Runavík    | 07     |
| Páll Augustinussen   | VB Vágur       | 06     |
| Eiler Rasmussen      | Skála ÍF       | 05     |

## Die Meistermannschaft
In Klammern sind die Anzahl der Einsätze sowie die dabei erzielten Tore genannt.
| 1. | HB Tórshavn |
|    | Tór-Ingar Akselsen (16/0) \| Uni Arge (5/2) \| Rani Debes Christiansen (1/0) \| Pætur M. Dahl (6/2) \| Jan Dam (15/0) \| Hallur Danielsen (14/0) \| Ransin N. Djurhuus (1/0) \| Nicu Dogaru (15/0) \| Andrew av Fløtum (18/18) \| Jón Rói Jacobsen (18/12) \| Rógvi Jacobsen (17/3) \| Janus M. Joensen (14/0) \| Jóhannis Joensen (17/1) \| Páll Mohr Joensen (1/0) \| Pól Næss Joensen (5/0) \| Bárður Johannesen (17/0) \| Nocko Joković (6/4) \| Bjarni Jørgensen (6/0) \| Hans á Lag (17/7) \| Emil Nolsøe Leifsson (1/0) \| Rúni Nolsøe (18/2) \| Ingi Rasmussen (5/0) \| Eyðun Samuelsen (3/1) ohne Einsatz: Bernhard H. Petersen - Trainer: Jóannes Jakobsen/Kári Nielsen |

## Auszeichnungen
Nach dem Saisonende gaben die Kapitäne und Trainer der zehn Ligateilnehmer sowie Pressemitglieder ihre Stimmen zur Wahl der folgenden Auszeichnungen ab:
- Spieler des Jahres: Andrew av Fløtum (HB Tórshavn)
- Torhüter des Jahres: Jens Martin Knudsen (NSÍ Runavík)
- Trainer des Jahres: Jógvan Martin Olsen (NSÍ Runavík)
- Nachwuchsspieler des Jahres: Hjalgrím Elttør (KÍ Klaksvík)

## Nationaler Pokal
Im Landespokal gewann NSÍ Runavík mit 2:1 gegen Meister HB Tórshavn.

## Europapokal
2002/03 spielte B36 Tórshavn als Meister des Vorjahres in der Qualifikation zur Champions League gegen Torpedo Kutaissi (Georgien) und schied mit 2:5 und 0:1 aus.
GÍ Gøta spielte in der Qualifikation zum UEFA-Pokal und schied dort gegen Hajduk Split (Kroatien) mit 0:3 und 0:8 aus.
KÍ Klaksvík spielte als Pokalfinalist des Vorjahres ebenfalls in der Qualifikation zum UEFA-Pokal. KÍ spielte zu Hause gegen Újpest FC (Ungarn) 2:2, verlor jedoch im Rückspiel mit 0:1.
B68 Toftir nahm am UI-Cup teil. Das Hinspiel in der ersten Runde bei FC St. Gallen (Schweiz) wurde mit 1:5 verloren, das Rückspiel in Toftir endete 0:6.